# Glenea ornata
Glenea ornata é uma espécie de escaravelho da família Cerambycidae.